# Ivan Netuka (lékař)
Ivan Netuka (* 14. dubna 1973 Hradec Králové) je český lékař, přednosta Kliniky kardiovaskulární chirurgie v IKEM. Je poradcem premiéra Petra Fialy pro zdravotnictví. 

## Život
Vystudoval 1. lékařskou fakultu UK. V roce 1996 nastoupil na oddělení cévní chirurgie Nemocnice Na Homolce. Od roku 2000 pracuje v IKEM. Později se zde stal zástupcem přednosty pro vědu a výzkum, od roku 2011 byl zástupcem přednosty Kardiocentra IKEM.
V roce 2017 se stal přednostou Kliniky kardiovaskulární chirurgie IKEM.
Je poradcem premiéra Petra Fialy pro zdravotnictví. Od března 2020 do ledna 2024 měl také účet v Podnikatelské družstevní záložně.
Jeho o tři roky mladší bratr, prof. David Netuka je také lékař – neurochirurg v ÚVN, kde v roce 2020 převzal po prof. Vladimíru Benešovi vedení Neurochirurgické a neuroonkologické kliniky.